# Jungermannia rigida
Jungermannia rigida là một loài rêu tản trong họ Jungermanniaceae. Loài này được (Lindb.) Lindb. & Lackström miêu tả khoa học lần đầu tiên năm 1874.